# Menomonie (thị trấn), Wisconsin
Menomonie là một thị trấn thuộc quận Dunn, tiểu bang Wisconsin, Hoa Kỳ. Năm 2010, dân số của thị trấn này là 3.107 người.